# Oscar Camenzind
Oscar Camenzind (nascido em 12 de setembro de 1971) é um ex-ciclista de estrada profissional suíço. Ele competiu nos Jogos Olímpicos de Verão de 2000.